# Lithobius pygmaeus
Lithobius pygmaeus är en mångfotingart som beskrevs av Robert Latzel 1880. Lithobius pygmaeus ingår i släktet Lithobius och familjen stenkrypare. Inga underarter finns listade i Catalogue of Life.